# Guillermo Ojamana
Guillermo Ojanama Chujundama (Chazuta, 5 de noviembre de 1935 - ibid. 25 de mayo de 2019) fue un curandero peruano especializado en plantas maestras y dietas amazónicas. Entre otras muchas plantas maestras, Don Guillermo, se especializó en la planta Uspawasha Sanango (Tabernaemontana undulata) contribuyendo al vegetalismo amazónico mediante purgas, sesiones de ayahuasca y dietas de plantas maestras. Colaboró por un buen tiempo con el centro Takiwasi desde 1986, siendo uno de los destacados maestros indígenas colaboradores del centro entre otros curanderos como Aquilino Chujandama, Luis Culquitón, Walter Cuñachi, Juan Flores o Ignacio Pérez.

## Biografía
Nació en una pequeña localidad de la alta Amazonía peruana llamada Chazuta, muy cerca de Tarapoto, en el departamento de San Martín, Perú. Su lengua nativa era el quechua y hablaba con dificultad el castellano. Desde pequeño aprendió de sus ancestros las propiedades medicinales de las plantas maestras. Después de un proceso de curación con plantas maestras que culminó en el abandono del consumo del alcohol, dedicó su vida a la enseñanza y la atención de personas que querían dietar plantas con dietas amazónicas. En su chacra, situada a una hora a pie de la localidad de Chazuta, don Guillermo tenía unos 20 tambos, una maloca y una humilde casa para su familia además de un jardín botánico con sus plantas medicinales. 

Don Guillermo pertenecía al grupo indígena chazutino. Sus especialidades dentro de la medicina amazónica fueron la de curandero, maestro vegetalista, purguero y especialista en dietas amazónicas con énfasis en la planta uspawasha sanango (Tabernaemontana undulata), de la cual había recibido un ikaro que cantaba en sus sesiones y dietas para los participates. Practicó por más de 60 años la medicina tradicional amazónica, principalmente con dietas y ayahuasca. Hombre muy humilde, abierto y de gran amabilidad, compartió sus saberes con numerosos maestros vegetalistas e iniciados en el camino de las plantas maestras. Según Takiwasi, Don Guillermo "fue una enciclopedia viviente de las plantas medicinales amazónicas". Sobre su experiencia y sus conocimientos, especialmente con el Ushpawasha Sanango, don Guillermo decía:

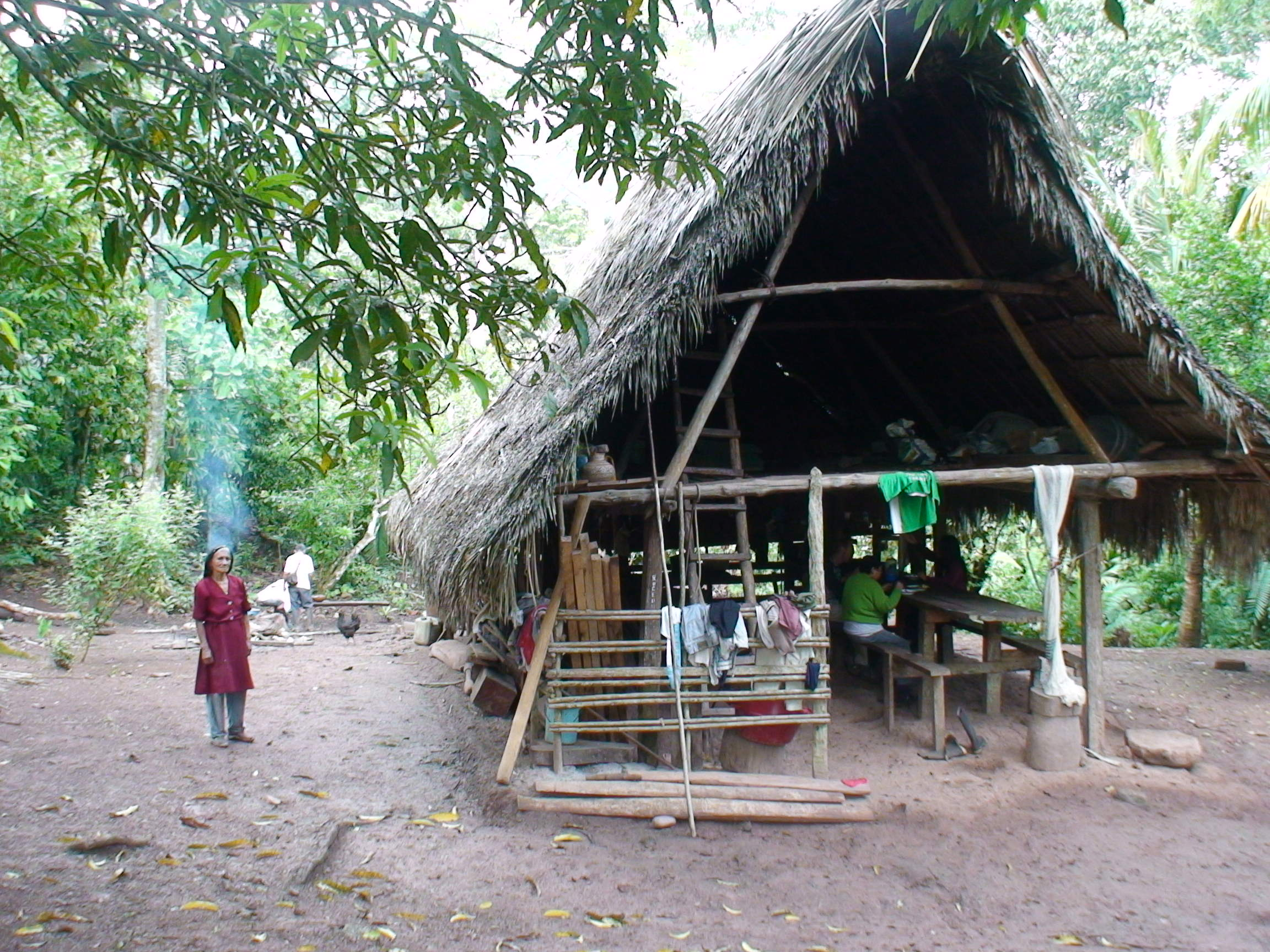
Cabaña familiar de don Guillermo Ojanama en su chacra cerca de Chazuta

“Yo he aprendido a tomar vegetal de 12 años de edad (...). Todo este tiempo he tomado y no hay ninguna dolencia.” Sobre la toma de plantas: “Primero se toma Yawarpanga, el vomitivo. Le convido cucharada y media a las señoritas, pero un varón toma cinco cucharadas. Tienen que tomar bastante agua. A los 15 minutos, y luego todo el día, botas. Recién a las cinco de la tarde agarro mi pipa, le echo tabaco y canela, y voy soplando en la cabeza, en los pies, en su mano, en el estómago, en su espalda, y después de eso revive y le va calmando. Luego viene el ayahuasca y, al siguiente día, el sanango. Nosotros le tenemos mucho respeto”.
Participó en varios foros interamericanos de espiritualidad indígena y su legado perdura en parte gracias a la transmisión de sus conocimientos a varios otros curanderos.